# Eynsford
Eynsford (engelskt uttal: [ˈeɪnzfərd]) är en ort och civil parish i grevskapet Kent i sydöstra England. Orten ligger i distriktet Sevenoaks, cirka 4 kilometer sydost om Swanley och cirka 9 kilometer söder om Dartford. Tätorten (built-up area) hade 1 675 invånare vid folkräkningen år 2021.